# LEDA 87327

LEDA 83727(NGC 3314 B)는 바다뱀자리의 나선 은하 쌍으로, 바다뱀자리 은하단에 속한다. 과거에는 충돌하는 두 은하로 알려졌으나, 이후 서로 물리적인 관계가 없는, 별개의 두 은하임이 밝혀졌다.

## 역사

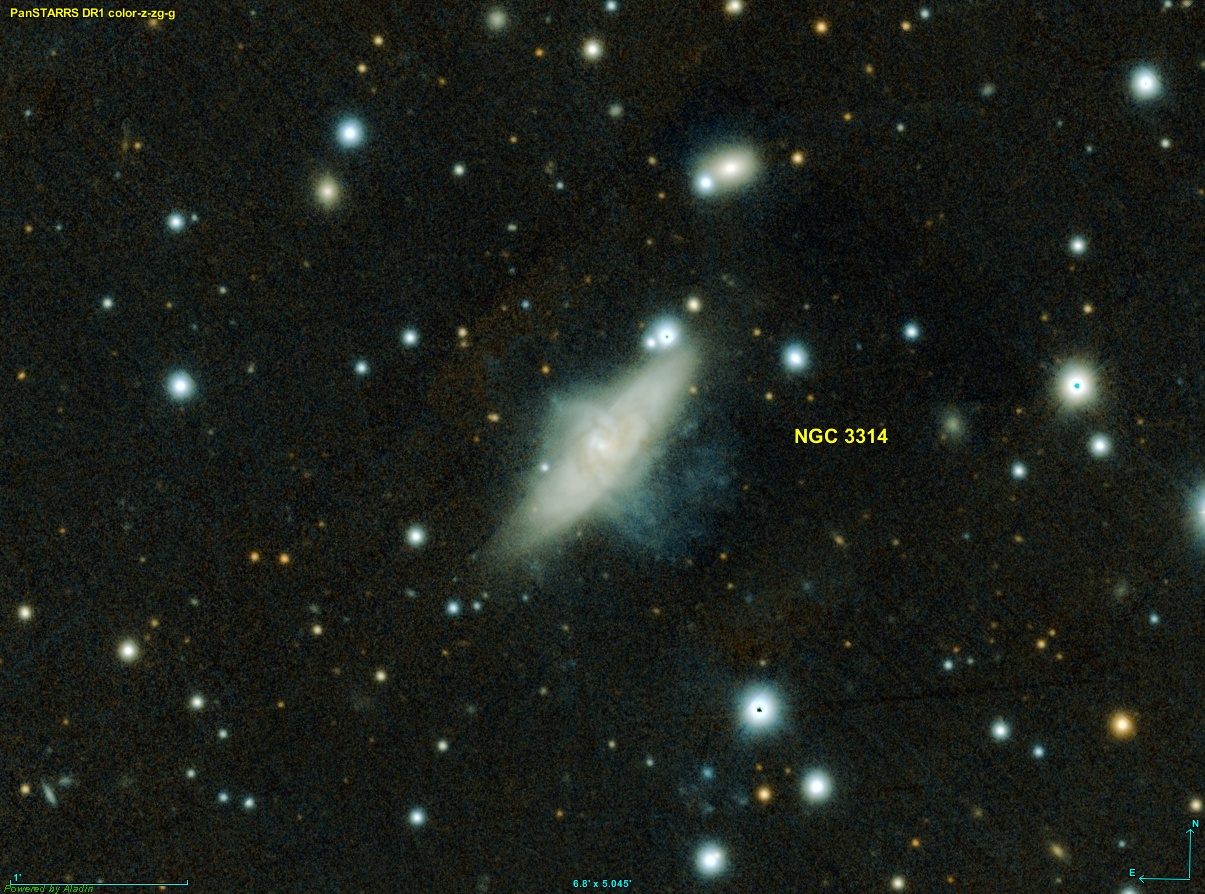
NGC 3314의 모습. 은하를 상세히 관찰하지 않을 경우, 일반적인 상호작용은하로 보일 수 있다.

NGC 3314의 최초 관측은 1835년 3월 24일 존 허셜이 하였으며, 은하의 문헌 등장은 NGC 목록이 최초이다.

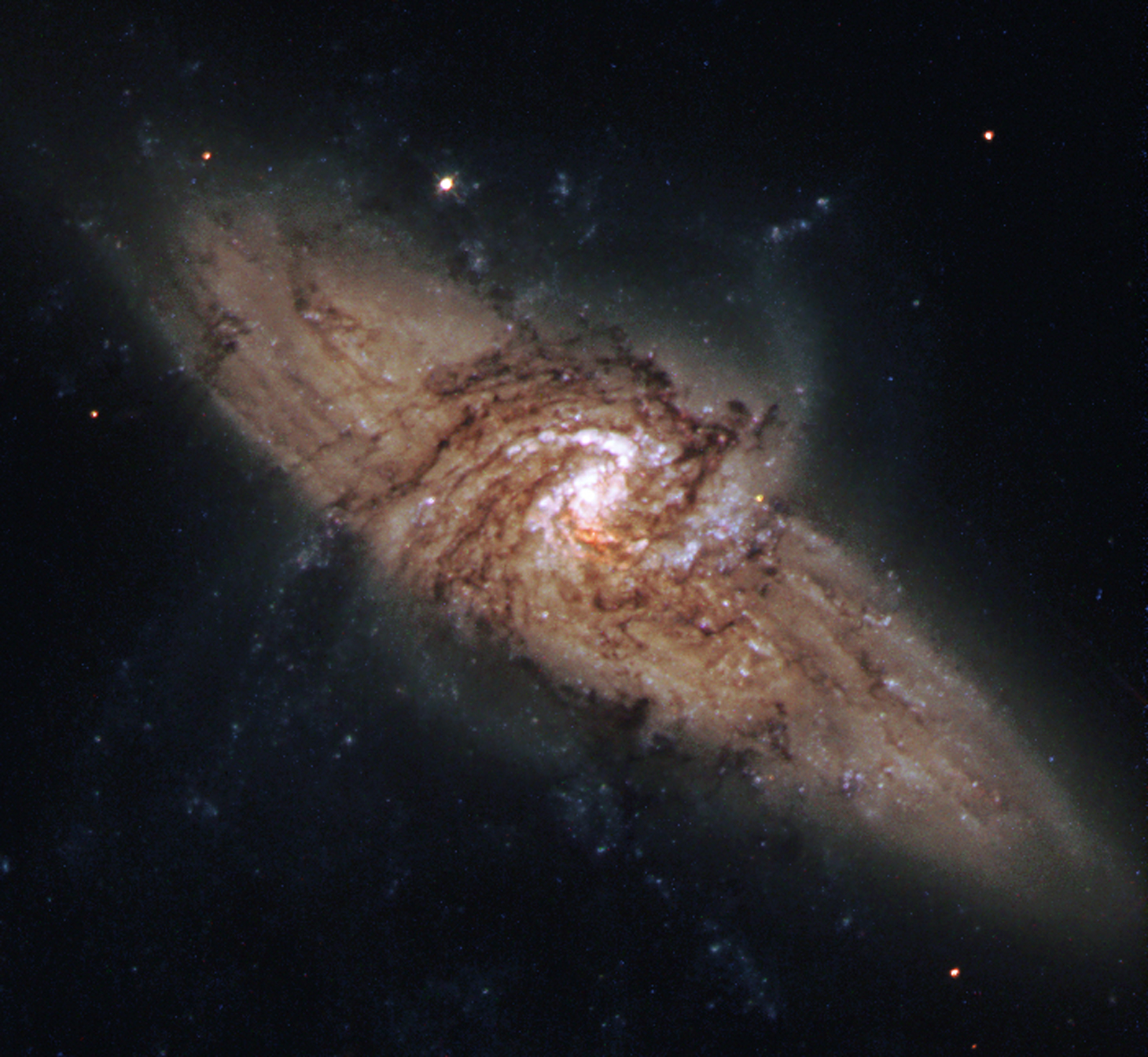
허블 우주 망원경이 2014년에 촬영한 NGC 3314로, 두 은하가 서로 다른 은하임이 더 두드러진다.

두 은하가 서로 관련이 없는 은하라는 주장은 1964년 최초로 제기되었으나, 상호작용이 강한 두 은하일 가능성을 소거하지 못했다. 1982년 적색편이의 영향을 받은 H I 21 cm 선이 분명한 두 개로 나누어진다는 사실이 알려지며, 두 은하의 관련성은 거의 사라졌다. 1985년 두 은하의 적색편이 차이와, 은하 회전곡선의 차이를 재확인함으로서, 최종적으로 두 은하가 서로 다른 은하임이 확인되었다.